# 道央信用組合
道央信用組合（どうおうしんようくみあい）は、かつて北海道滝川市に本店があった信用組合である。2001年7月に美唄市に本店のある空知商工信用組合に営業譲渡した。

## 概要
もともとは東空知信用組合であり、1951年に芦別市に本店をおいて創業をしたのが始まり。1964年に道央信用組合に改称され、1971年には芦別から滝川市に本店を移した。前者の空知信用組合・滝川信用組合・北空知信用組合のように、後に信用金庫に変わったのとは異なり、東空知信用組合は信用組合のままで営業を行っていた。ところが、道央信用組合は債務超過を理由に2000年12月1日に経営破綻した。2001年に同じ空知管内の美唄市に本店がある空知商工信用組合に営業譲渡をしたが、同じ滝川市に本店を置く北門信用金庫は受皿金融機関として名乗りを上げたかどうかは不明。店舗は中空知の滝川市・芦別市・赤平市、北空知の深川市、上川南部の富良野市・上富良野町、留萌管内留萌市にそれぞれ構えていたが、営業譲渡はバラ売りという形を取らず、一括して空知商工信用組合にした。